# 印度紫檀

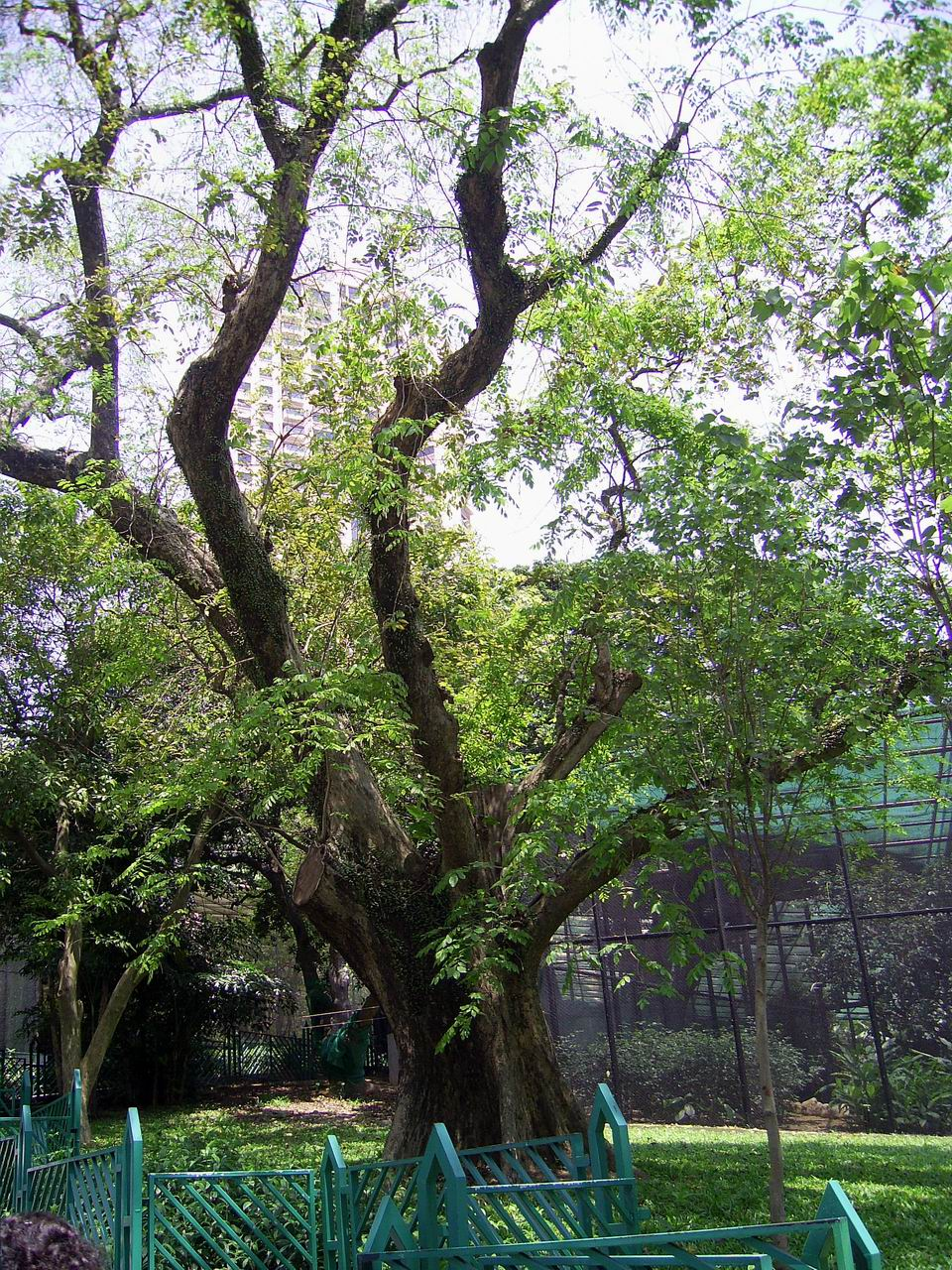
香港動植物公園鳥舍傍的印度紫檀樹

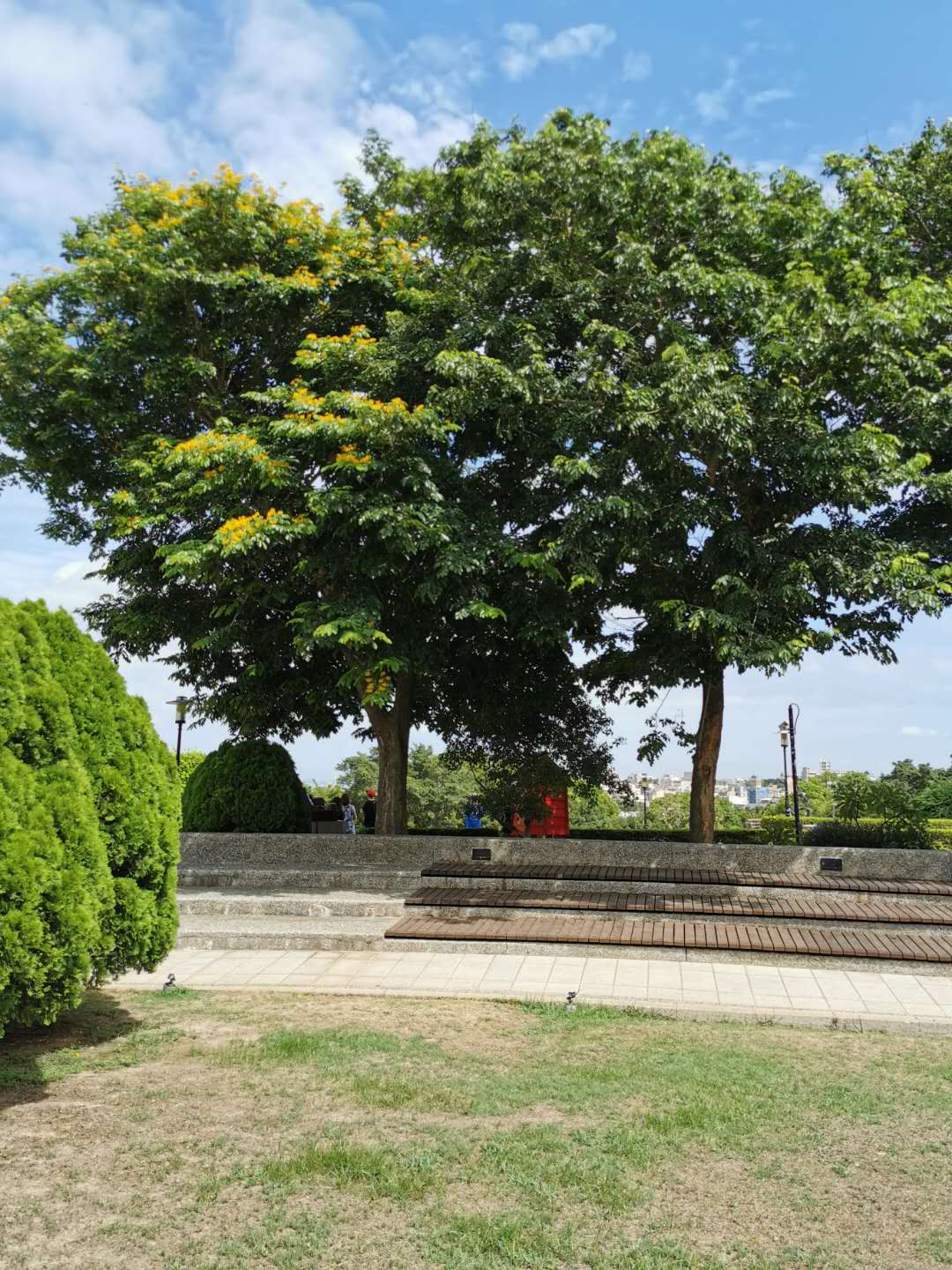
金門縣莒光樓前的印度紫檀樹

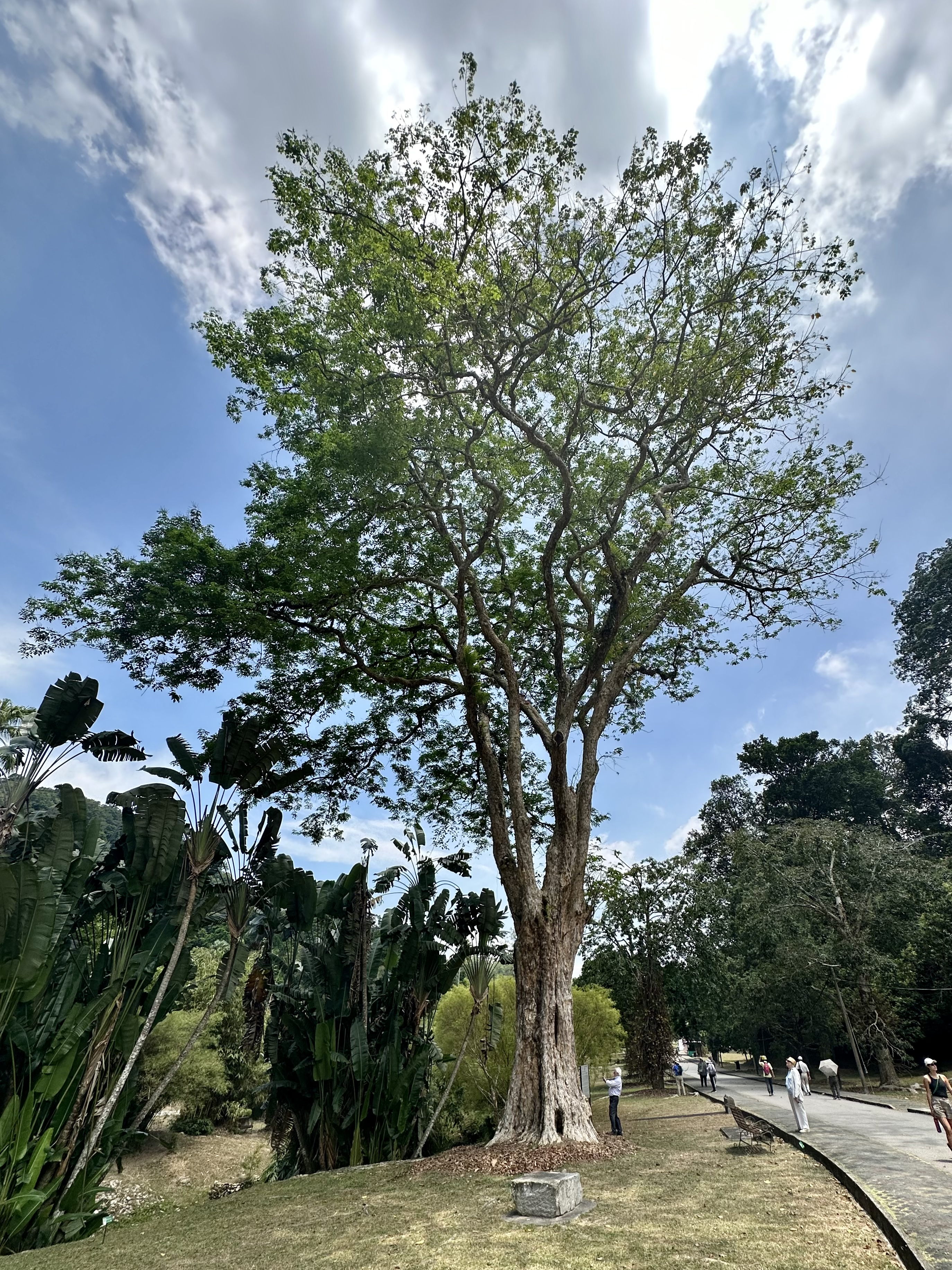
馬來西亞檳城植物園的印度紫檀樹

印度紫檀（學名：Pterocarpus indicus）是豆科紫檀屬的其中一個物種，別名紫檀、牛血樹、青龍木、檗木及花櫚木，原產於中國（廣東、廣西、雲南、貴州、海南）、東南亞（越南、泰國、緬甸、柬埔寨、菲律賓、馬來西亞、印度尼西亞、巴布亞新幾內亞）、印度、澳大拉西亞北部、所羅門群島與琉球群島的植物。雖然印度紫檀也可以用来制作家具，但它其實並非傳统意義上的紫檀，後者指的是小葉紫檀。

## 形態
印度紫檀為常綠或落葉喬木，喜強光、高溫、多濕氣候，速生（小葉紫檀則生長速度緩慢）耐旱，易移植（小葉紫檀則不易移植），對土壤要求不嚴。播種、扦插或壓條均可繁殖。
印度紫檀根系發達，具板根，樹幹直立，可長至25公尺高，光滑的樹皮呈黑褐色。樹冠圓傘形，葉為奇數羽狀複葉，托葉早落，長15－30公分，互生小葉3－5對，每塊小葉長6－11公分，端尖基圓，質軟無毛，具光澤；花期春夏季，圓錐形花序頂生或腋生，花小形而多數，花梗頂端具兩枚線形苞片，易彎的鐘狀花萼，花冠黃色，有長瓣柄花瓣，旗瓣闊1－1.3公分，單體雄蕊分為二體，5加5共10條，具香味；具短柄子房密披柔毛；果期秋冬季，結圓形扁平莢果，約5公分寬，周圍具寬薄翅，內含扁平、革質之種子1－2粒。

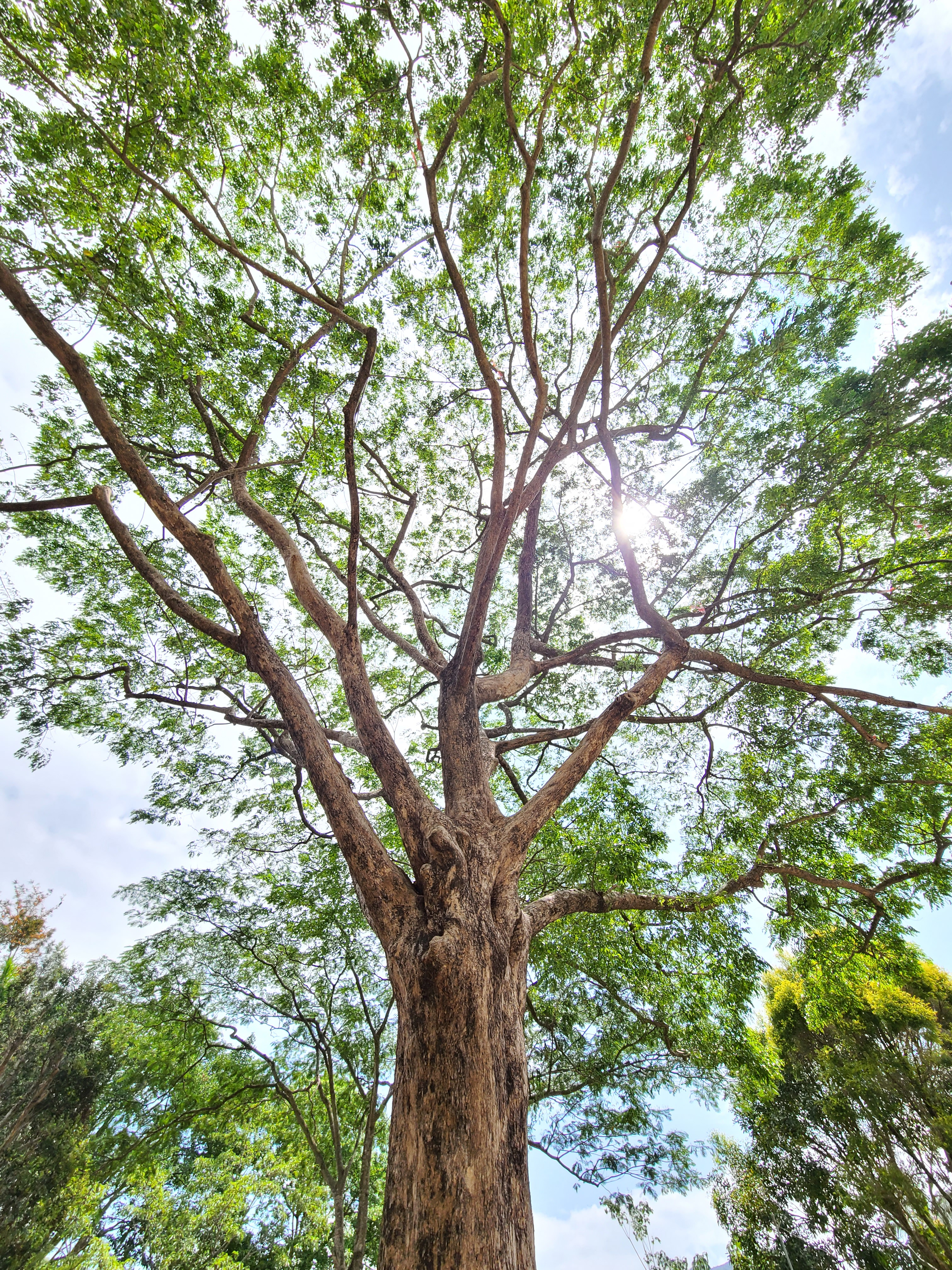
莖與樹冠
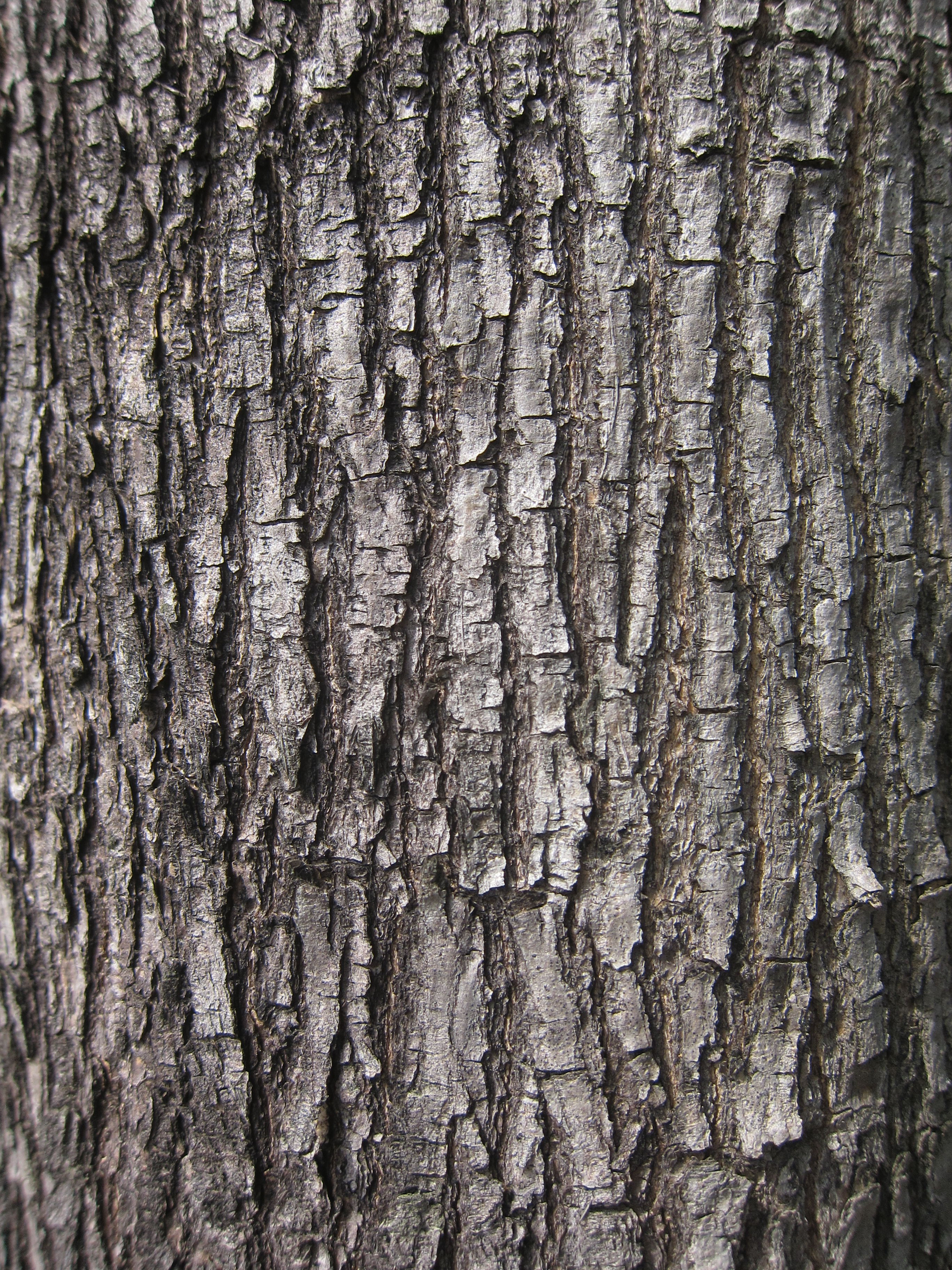
紫檀树皮
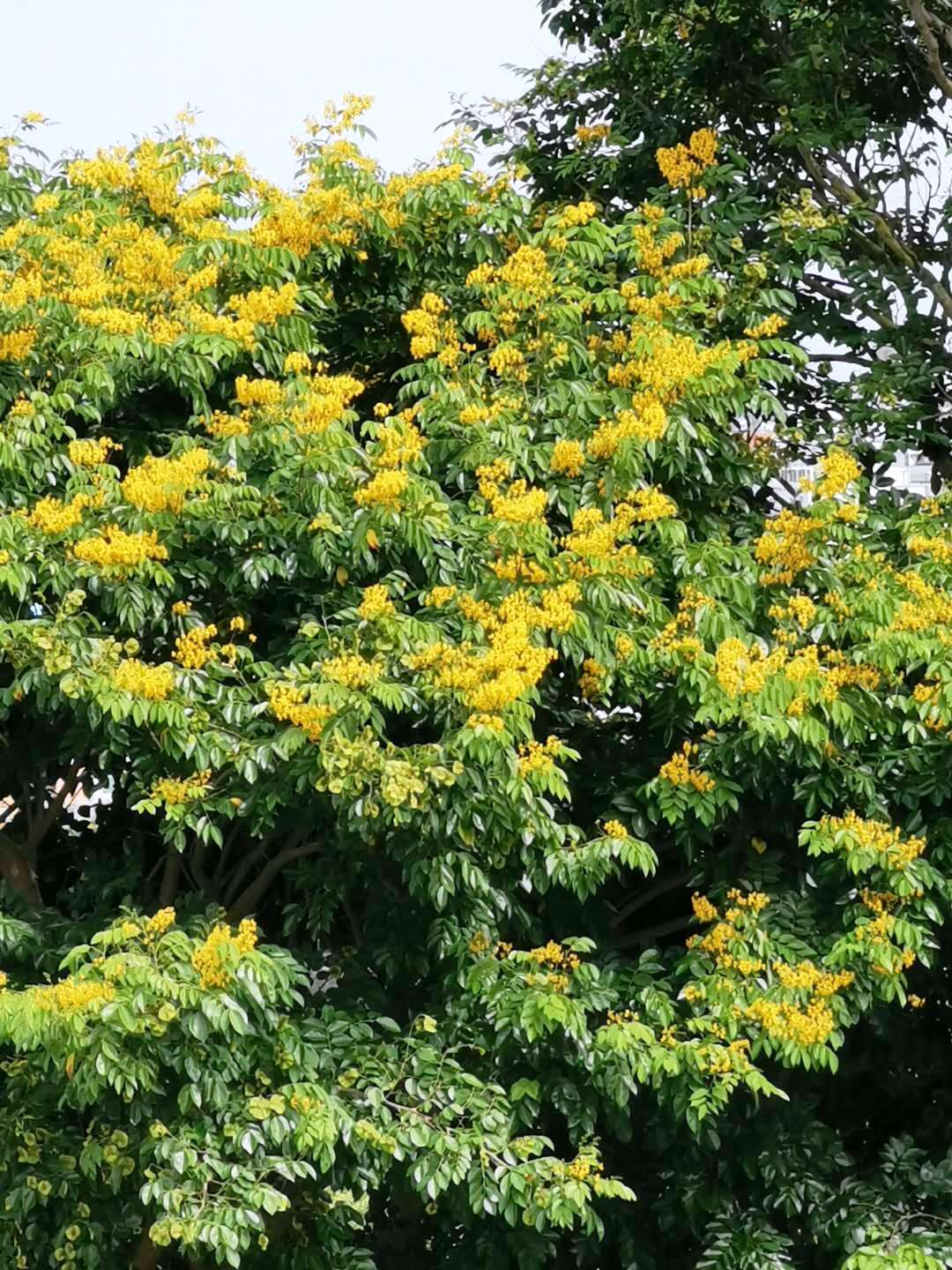
花(一)
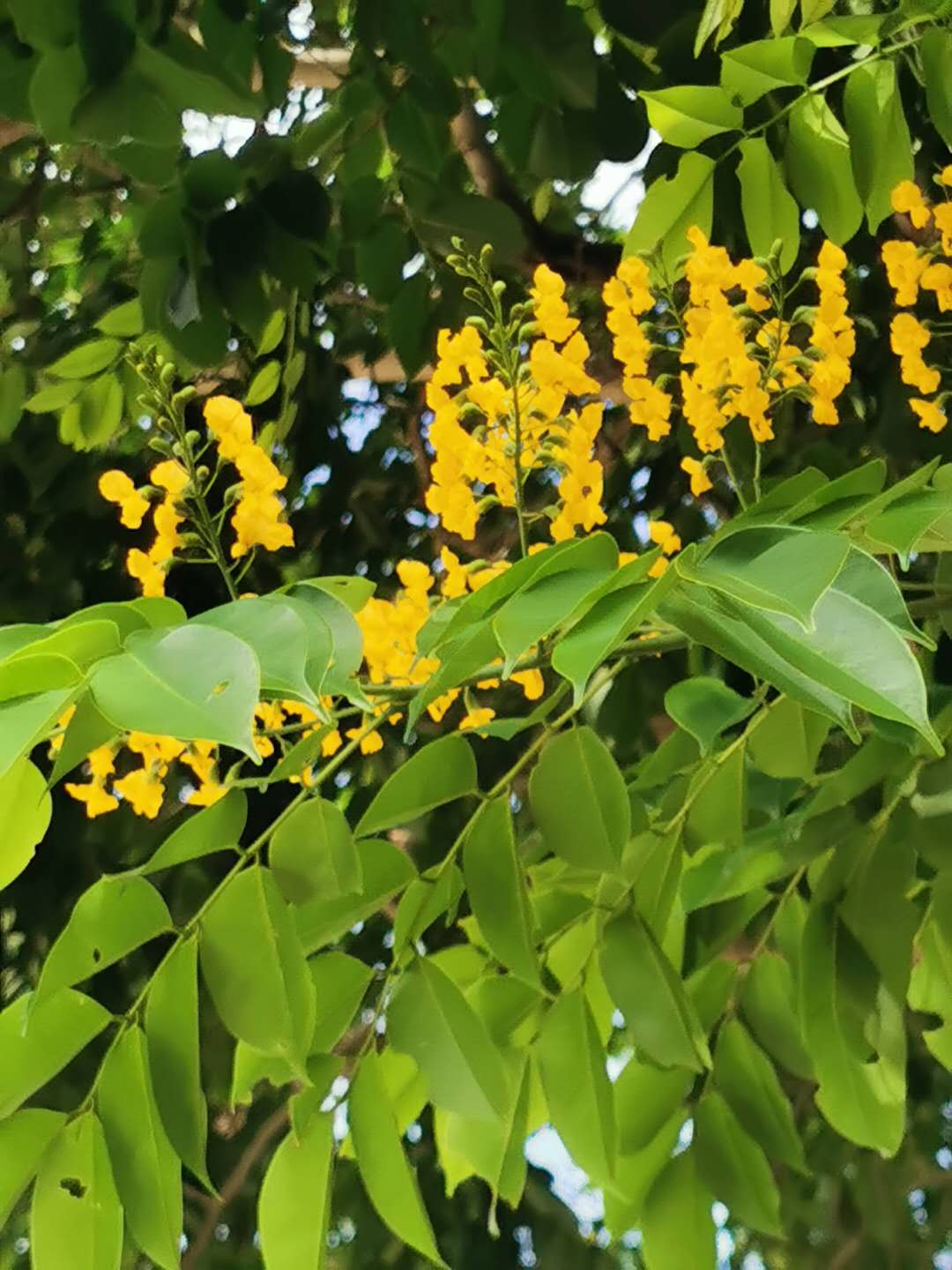
花(二)
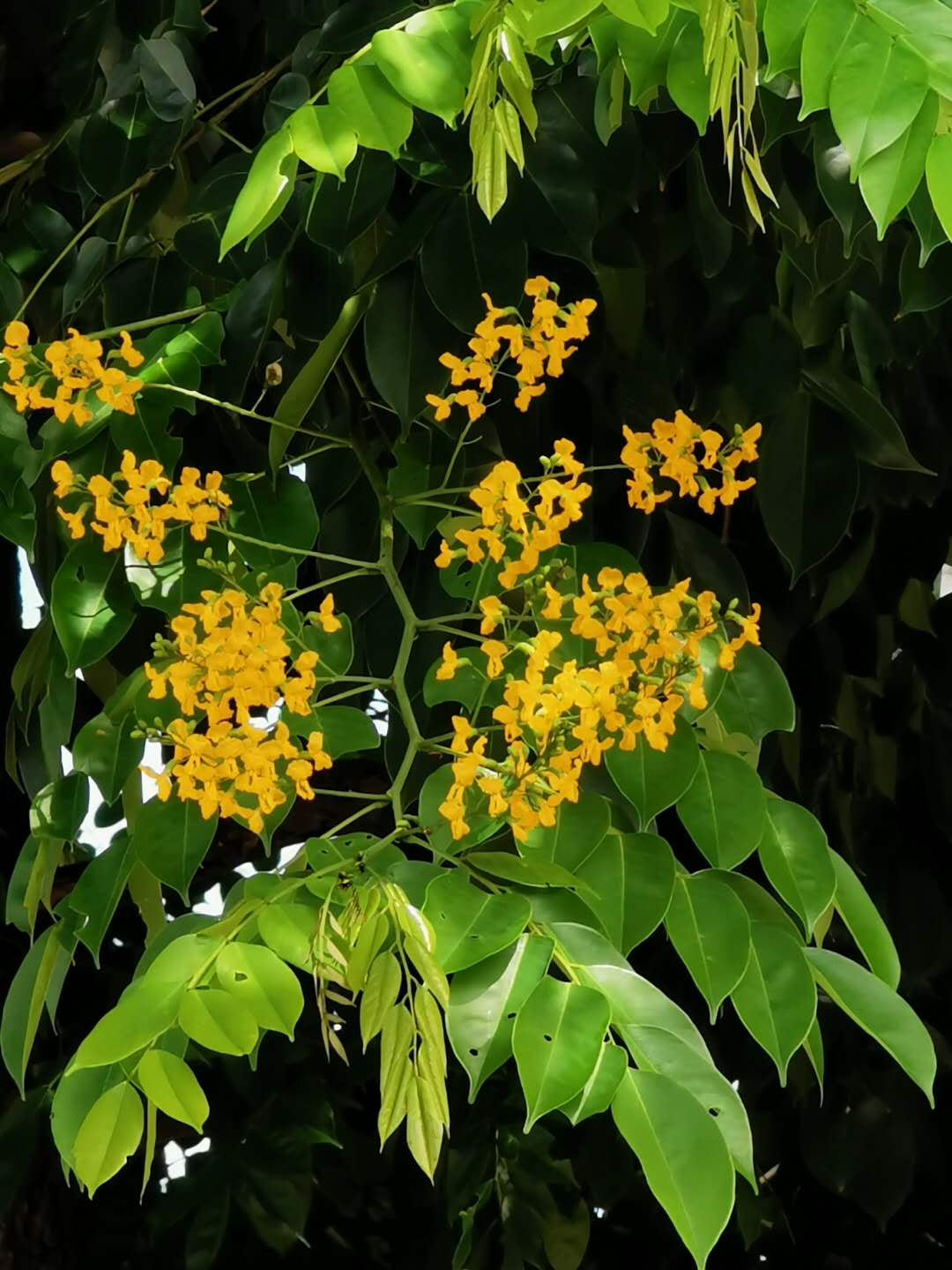
花(三)
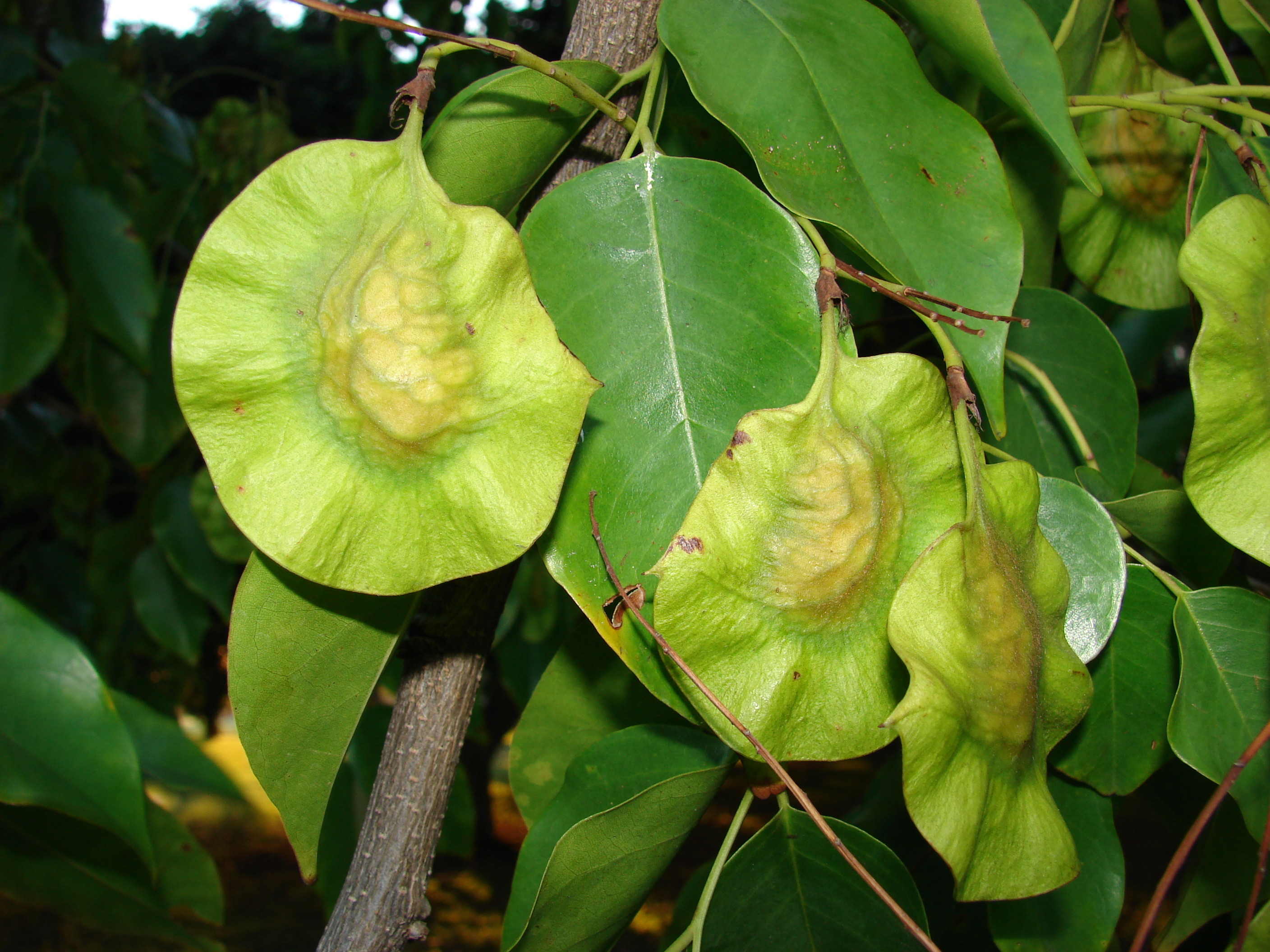
扁圓形莢果

## 用途
印度紫檀的血红色树液在暴露与于空气中几小时后会形成深红色结晶，有收敛、止血的功效，可以用来治疗腹泻、湿疹等。
它是一种速生树种，木材坚硬、细密、有纹理，可以用来制作家俱和乐器的，因此也被引种到云南等地。但它并不是传统上意义上的紫檀或紫檀香，后者指的是小叶紫檀，但它可以用来作嫁接小叶紫檀的砧木。

## 外部連結
- 中國數字植物標本館：紫檀 （页面存档备份，存于）
- PPBC中国植物图像库：紫檀 （页面存档备份，存于）
- 紫檀 （页面存档备份，存于）
- 樹木谷：紫檀 （页面存档备份，存于）
- 紫檀的图片 （页面存档备份，存于）